# Кастанеда, Дэвид
Дэвид Кастане́да (англ. David Castañeda; род. 24 октября 1989) — мексикано-американский актёр, наиболее известный ролью Диего Харгривза в сериале Netflix «Академия Амбрелла».

## Биография
Дэвид Кастанеда родился в Лос-Анджелесе, Калифорния, но вырос в Синалоа, Мексика. В возрасте четырнадцати лет он вернулся в США и стал посещать Workman High School. Изначально Кастанеда изучал Гражданское строительство в колледже, намереваясь продолжить семейное дело после выпуска. Однако он заинтересовался кинематографом, и в 2007 году начал специализироваться на кинопроизводстве и международных отношениях в Университете штата Калифорнии в Фуллертоне . Вскоре Дэвид увлёкся актёрским мастерством и стал посещать кастинги. Он учился неполный рабочий день, занимаясь актёрской карьерой, и окончил университет в 2015 году.
В 2011 году Кастанеда сыграл главную роль в короткометражном фильме Maddoggin’, которая получила приз зрительских симпатий на фестивале короткометражных фильмов NBCUniversal. В 2012 году он получил эпизодическую роль в фильме «Патруль», а в 2013 году сыграл Джорджа в нескольких эпизодах телесериала «Их перепутали в роддоме». 
В 2018 году Кастанеда снялся в роли Гектора в фильме «Убийца 2: Против всех» , а также сыграл второстепенную роль в независимом фильме «Чикано». В 2019 году он появился в фильмах «Мы умираем молодыми», где его партнёром стал Жан-Клод Ван Дамм, и «Стендапер по жизни» с Билли Кристалом в главной роли.
С 2019 года по 2024 год сыграл одну из главных ролей Диего Харгривза в сериале «Netflix» «Академия Амбрелла».

## Фильмография
| Год       |     | Русское название        | Оригинальное название           | Роль                       |
| --------- | --- | ----------------------- | ------------------------------- | -------------------------- |
| 2009      | ф   | —                       | Drive-By Chronicles: Sidewayz   | Сол                        |
| 2009      | с   | Обмани меня             | Lie to Me                       | бойфренд                   |
| 2009—2012 | с   | Саутленд                | Southland                       | Карлос / крутой парень     |
| 2011      | кор | —                       | Maddoggin’                      | Педро Гонсалес             |
| 2012      | ф   | Патруль                 | End of Watch                    | мексиканский ковбой        |
| 2014      | с   | Их перепутали в роддоме | Switched at Birth               | Джордж Кастильо            |
| 2014—2015 | с   | Девственница Джейн      | Jane the Virgin                 | Николас                    |
| 2015      | тф  | —                       | Bound & Babysitting             | Эдди                       |
| 2015      | кор | —                       | Human Behavior                  | Марк                       |
| 2015      | ф   | Хватай и беги           | Freaks of Nature                | Тони Серон                 |
| 2015      | с   | Игрок                   | The Player                      | Листо Сальвадо             |
| 2015      | кор | —                       | Wishful Thinking                | Дувад                      |
| 2016      | с   | Слепая зона             | Blindspot                       | Карлос                     |
| 2016      | ф   | —                       | Love Sanchez                    | Рене                       |
| 2016      | с   | —                       | Going Dark                      | Сэм                        |
| 2017      | кор | —                       | Corrida                         | Джеф                       |
| 2017      | кор | —                       | Why?                            | Он                         |
| 2017      | тф  | —                       | The Legend of Master Legend     | Мэнди Мандухано            |
| 2017      | ф   | —                       | The Ascent                      | Луис Медина                |
| 2018      | ф   | Убийца 2: Против всех   | Sicario: Day of the Soldado     | Гектор                     |
| 2018      | ф   | Чикано                  | El Chicano                      | Шотган                     |
| 2018      | тф  | —                       | Untitled Paul Attanasio Project | Бембе Медина               |
| 2019      | ф   | Мы умираем молодыми     | We Die Young                    | Ринкон                     |
| 2019      | ф   | Стендапер по жизни      | Standing Up, Falling Down       | Руис                       |
| 2019—2020 | с   | Академия Амбрелла       | The Umbrella Academy            | Диего Харгривз / Номер Два |
| 2020      | ф   | Выбивая долги           | The Tax Collector               | Варгас                     |
| 2023      | с   | Покерфейс               | Poker Face                      | Джимми Сильва              |
| 2023      | с   | Самая опасная игра      | Most Dangerous Game             | Виктор                     |
| 2025      | ф   | Балерина                | Ballerina                       | Хавьер                     |